# Primula densa
Primula densa är en viveväxtart som beskrevs av Isaac Bayley Balfour. Primula densa ingår i släktet vivor, och familjen viveväxter. Inga underarter finns listade i Catalogue of Life.